# イグノーベル賞日本人受賞者の一覧
イグノーベル賞日本人の受賞者一覧（イグノーベルしょうにほんじんのじゅしょうしゃいちらん）は、イグノーベル賞を受賞した日本人の一覧表である。

## 一覧
所属・肩書は、いずれも受賞当時のものである。
| 年     | 部門         | 授賞事由および詳細等 | 受賞者 |
| ------ | ------------ | --- | --- |
| 1992年 | 医学賞       | 「足の匂いの原因となる化学物質の特定」という研究に対して | 神田不二宏 八木栄一郎 福田實 中嶋啓介 太田忠男 中田興亜（以上、資生堂研究員） |
| 1995年 | 心理学賞     | ハトを訓練してピカソの絵とモネの絵を区別させることに成功したことに対して | 渡辺茂（慶應義塾大学教授） 坂本淳子（慶應義塾大学） 脇田真清（慶應義塾大学） |
| 1996年 | 生物多様性賞 | 岩手県の岩石からミニ恐竜、ミニ馬、ミニドラゴン、ミニ王女など1000種類以上に及ぶ「ミニ種」の化石を発見したことに対して。「ミニ種」はいずれもすでに絶滅しており、体長は0.3mm以下だったという。                                                                           | 岡村長之助（岡村化石研究所） |
| 1997年 | 生物学賞     | 「人がガムを噛んでいるときに、ガムの味によって脳波はどう変わるのか」という研究に対して | 柳生隆視（関西医科大学講師）ら |
| 1997年 | 経済学賞     | 「たまごっち」により、数百万人分の労働時間を仮想ペットの飼育に費やさせたことに対して | 横井昭裕（ウィズ） 真板亜紀（バンダイ） |
| 1999年 | 化学賞       | 夫のパンツに吹きかけることで浮気を発見できるスプレー「Sチェック」を開発した功績に対して | 牧野武（セーフティ探偵社） |
| 2002年 | 平和賞       | 犬語翻訳機「バウリンガル」の開発によってヒトとイヌに平和と調和をもたらした業績に対して | 佐藤慶太（タカラ） 鈴木松美（日本音響研究所） 小暮規夫（獣医師） |
| 2003年 | 化学賞       | 「ハトに嫌われた銅像の化学的考察」。兼六園内にある日本武尊の銅像にハトが寄り付かないことをヒントに、カラス除けの合金を開発したことにに対して | 廣瀬幸雄（金沢大学教授） |
| 2004年 | 平和賞       | 「カラオケを発明し、人々が互いに寛容になる新しい手段を提供した」業績に対して（歌によって相手に苦痛を与えるためには、自らも相手の歌による苦痛を耐え忍ばなければならない）                                                                                              | 井上大佑（会社経営者、大阪府） |
| 2005年 | 生物学賞     | 131種類の蛙がストレスを感じているときに出す特有のにおいを全部嗅ぎ分けてカタログ化した、骨の折れる研究『においを発するカエルの分泌物の機能と系統発生的意義についての調査』に対して                                                                                     | 早坂洋司（オーストラリアワイン研究所） |
| 2005年 | 栄養学賞     | 34年間自分の食事を写真に撮影し、食べた物が脳の働きや体調に与える影響を分析したことに対して | 中松義郎（ドクター中松） |
| 2007年 | 化学賞       | ウシの排泄物からバニラの香り成分「バニリン」を抽出した研究に対して | 山本麻由（国立国際医療センター研究所研究員） |
| 2008年 | 認知科学賞   | 単細胞生物の真正粘菌にパズルを解く能力があったことを発見したことに対して | 中垣俊之（北海道大学/理化学研究所） 小林亮（広島大学） 石黒章夫（東北大学） 手老篤史（北海道大学/Presto JST） 山田裕康（名古屋大学/理化学研究所）                                                                               |
| 2009年 | 生物学賞     | ジャイアントパンダの排泄物から採取したバクテリアを用いると、台所の生ゴミは質量で90パーセント以上削減できることを示したことに対して | 田口文章（北里大学名誉教授）ら |
| 2010年 | 交通計画賞   | 鉄道網など都市のインフラストラクチャー整備を行う際、真正粘菌を用いて輸送効率に優れた最適なネットワークを設計する研究に対して。 中垣俊之、小林亮、手老篤史の3人は、2008年の認知科学賞に続いて2度目の受賞。2010年受賞のこの研究は、2008年の研究を継続・延長させたもの。 | 中垣俊之（公立はこだて未来大学） 小林亮（広島大学） 手老篤史（科学技術振興機構さきがけプロジェクト） 高木清二（北海道大学） 三枝徹（北海道大学） 伊藤賢太郎（北海道大学） 弓木健嗣（広島大学）ら                                |
| 2011年 | 化学賞       | 火災など緊急時に眠っている人を起こすのに適切な空気中のわさびの濃度発見と、これを利用したわさび警報装置の開発に対して | 今井真（滋賀医科大学講師） 漆畑直樹（シームス） 種村秀輝（シームス） 田島幸信（香りマーケティング協会理事長） 後藤秀晃（エア・ウォーター防災） 溝口浩一郎（エア・ウォーター防災） 村上純一（琵琶湖病院） 広浜秀次(研究開発担当) |
| 2012年 | 音響賞       | 自身の話した言葉をほんの少し遅れて聞かせることでその人の発話を妨害する装置「スピーチジャマー（Speech Jammer）」を発明したことに対して | 栗原一貴（産業技術総合研究所） 塚田浩二（お茶の水女子大学） |
| 2013年 | 化学賞       | たまねぎに多く含まれているアミノ酸を反応させると涙を誘う「催涙物質」が作られ、目を刺激し、涙が自然と出てくる仕組みになっている研究に対して | 今井真介 柘植信昭 朝武宗明 永留佳明 澤田 博（以上、ハウス食品） 長田敏行 東京大学名誉教授（法政大学教授） 熊谷英彦 京都大学名誉教授（石川県立大学長）                                                                           |
| 2013年 | 医学賞       | 心臓移植をしたマウスにオペラの『椿姫』を聴かせたところ、モーツァルトなどの音楽を聴かせたマウスよりも、拒絶反応が抑えられ、生存期間が延びたという研究に対して | 内山雅照（順天堂大学・帝京大学） 平井敏仁（東京女子医科大学） 天野篤（順天堂大学） 場集田寿（順天堂大学） 新見正則（帝京大学）                                                                                                  |
| 2014年 | 物理学賞     | 床に置かれたバナナの皮を人間が踏んだときの摩擦の大きさを計測した研究に対して | 馬渕清資（北里大学教授） 田中健誠（北里大学） 内島大地（北里大学） 酒井里奈（北里大学） |
| 2015年 | 医学賞       | キスでアレルギー患者のアレルギー反応が減弱することを示した研究に対して | 木俣肇（開業医） |
| 2016年 | 知覚賞       | 前かがみになって股の間から後ろ方向にものを見ると実際より小さく見える「股のぞき効果」を実験で示した研究に対して | 東山篤規（立命館大学教授） 足立浩平（大阪大学教授） |
| 2017年 | 生物学賞     | 雄と雌で生殖器の形状が逆転している昆虫（トリカヘチャタテ）の存在を明らかにしたことに対して | 吉澤和徳（北海道大学准教授） 上村佳孝（慶應義塾大学教授） |
| 2018年 | 医学教育賞   | 自身で内視鏡を操作し自分の大腸を検査した結果をまとめた論文「座位で行う大腸内視鏡検査―自ら試してわかった教訓」に対して | 堀内朗（昭和伊南総合病院消化器病センター長） |
| 2019年 | 化学賞       | 典型的な5歳の子供が1日に分泌する唾液量の測定に対して | 渡部茂（明海大学保健医療学部教授） 大西峰子 今井香 河野英司 五十嵐清治 |
| 2020年 | 音響学賞     | ヘリウムガスを使うとワニのうなり声も高くなる（ドナルドダック効果）ことを発見したことに対して | 西村剛（京都大学霊長類研究所准教授) |
| 2021年 | 動力学賞     | 歩行者同士が時には、衝突することがある理由を明らかにする実験を実施したことに対して | 村上久（京都工芸繊維大学助教) 西成活裕（東京大学教授) 西山雄大（長岡技術科学大学講師) |
| 2022年 | 工学賞       | つまみを回すときの直径と指の本数との関係に対して | 松崎元（千葉工業大学教授) |
| 2023年 | 栄養学賞     | 電気刺激を施した箸やストローを用いた味覚の変化について | 宮下芳明（明治大学教授) 中村裕美（東京大学特任准教授) |
| 2024年 | 生理学賞     | お尻から呼吸する能力があることを発見したことについて | 武部貴則（東京医科歯科大学、大阪大学教授) |

## 授与以外のイグノーベル賞に関わる日本人
2012年、授賞式オープニングセレモニーにて、奥山雄司(有限会社トゥロッシュ)が開発したカエルパペット型電子楽器ケロミンを、自らが率いるユニット“KEROMIN the AMAZING FROGS”が演奏した。
この演奏は、日本人として初の参加であった。
2014年度の授賞式では、2005年度の受賞者であるドクター中松が日本人として初となる基調講演を担当した。

## 誤報に基づく授与
1994年、「地震はナマズが尾を振ることで起こるという説の検証」という、7年間にわたる研究に対して、日本の気象庁に物理学賞が贈られた。しかし、受賞理由とされた報道が誤りだったことが後に判明したとして、撤回した。イグノーベル賞の公式サイトの歴代受賞者リストからは削除されている。
東京都水産試験場が1976年から1992年にわたって「ナマズの観察により地震予知をする」研究をしていたが、日本の公的機関が「ナマズの尾で地震が発生する」との仮説のもとで研究をした記録は存在しない。
また、2011年の数学賞は、予言を外した数々の預言者達に、皮肉の意味を込めて授与されているが、海外のいくつかのウィキペディアを情報源に、日本の麻原彰晃が受賞したと、一部で報じられた。実際には、公式ウェブサイト受賞者一覧に彼の名前は無く、誤報である。